# Eye of the Beholder
Eye of the Beholder är ett datorrollspel utvecklat av Westwood Studios. Spelet utgavs av Strategic Simulations, Inc. 1991 till MS-DOS för att senare porteras till Amiga, Mega CD, Game Boy Advance och SNES. Mega CD-versionen hade musik komponerad av Yuzo Koshiro. En portering till Atari Lynx utfördes av NuFX 1993, men släpptes aldrig.

## Handling
Spelet inleds i den fiktiva staden Waterdeep, där mystiska saker händer. En grupp hjältar ger sig av för att undersöka, men blir efter ett ras instängda i stadens kloaker. Enda vägen ut leder nedåt, till en håla full med monster och fällor.

### Fotnoter
1. ↑  Barton, Matt (23 februari 2007). ”Part 2: The Golden Age (1985-1993)”. The History of Computer Role-Playing Games. Gamasutra. Arkiverad från originalet den 30 mars 2009. https://web.archive.org/web/20090330222054/http://www.gamasutra.com/features/20070223b/barton_06.shtml. Läst 8 juni 2014.
2. ↑  ”Eye of the Beholder” (på engelska). Mobygames. 11 mars 1991. http://www.mobygames.com/game/eye-of-the-beholder. Läst 8 juni 2014.